# 가면라이더 ZO
가면라이더 ZO는 1993년에 공개된 가면라이더 시리즈의 단발작품 3부작 작품 및 가면라이더 탄생 20주년 작품이다.

## 스토리
유전자공학의 권위 모치즈키 박사는 네오 생명체를 만드는 연구에 몰두해 조수 아소 마사루의 개조 실험을 강행한다.
4년간의 잠에서 깨어난 아소 마사루는, 메뚜기의 유전자를 수중에 넣은 전사 가면라이더 ZO (젯트 오)로 변신.
덤벼드는 괴인으로부터 모치즈키 박사의 아들 히로시를 보호하며 인류를 위협하는 네오 생명체 도라스와의 결전에 도전한다!

## 출연
- 아소 마사루: 도몬 코우
- 모치즈키 히로시: 시바타 쇼헤이
- 모치즈키 토시로: 사사키 이사오
- 모치즈키 세이키치: 이누즈카 히로시
- 레이코: 모리가와 나오미
- 쿠로다: 오오바 켄지
- 니시무라: 야마시타 유우
- 미야자키: 사카키하라 이오리
- 도라스: 유자와 신고

## 흥행
참고로 이 작품의 제작에 소요한 돈은 3억엔이고, 이런저런 비용을 정산한 후의 배급 수익은 5억엔으로 흥행에는 성공했으며 보다 안정적인 준비가 가능했으면 더 높은 성적이 가능했을 것으로 보는 이도 있다.

## 주제가
엔딩 테마
『사랑이 멈추지 않아(愛が止まらない)』
- 작사:오츠 아키라/작곡, 편곡:카와무라 에이지/가수:INFIX

삽입곡
『미소의 행방(微笑みの行方)』
- 작사:오츠 아키라/작곡, 편곡:카와무라 에이지/가수:INFIX